# Allegro barbaro (film)
Allegro barbaro è un film del 1979 diretto da Miklós Jancsó.